# Tafel van Omar Khayyám III
De Tafel van Omar Khayyám III (Mesa de Omar Khayyám III) is een kunstwerk in de collectie van het Macba in Barcelona.
Het bestaat uit een plaat cortenstaal ontworpen/gemaakt door de kunstenaar Eduardo Chillida. De uit 1983 stammende plastiek staat op drie poten die onderdeel zijn van het werk. Het is een plaat van bijna vier meter lengte die op circa 50 centimeter van de grond hangt. Eduardo Chillida liet zich bij dit werk (en minstens twee andere) inspireren door de 12e-eeuwse wiskundige, astronoom en dichter Omar Khayyám. Chillida was gefascineerd door de combinatie theorie en poëzie. In het kunstwerk is Chillida’s hand te herkennen in de combinatie met massa (het massieve cortenstaal) en lucht (de uitsparingen). Die lucht is ook terug te vinden onder het beeld; de kunstenaar wilde ermee bereiken dat de kijker het idee heeft dat het beeld door die lucht gedragen wordt (in plaats van de drie poten). In de plaat cortenstaal is een uitsparing gemaakt, die weer overbrugd wordt door een arabeskachtige figuratie.
De tafel behoort tot de collectie van het Macba, maar was in de zomer van 2018 te zien in de Rijksmuseumtuinen, waar toen acht werken van Chillida te zien waren in een tentoonstelling samengesteld door Alfred Pacquemont, oud-directeur van Centre Pompidou. Het werk kwam per dieplader naar Amsterdam alwaar het per hijskraan op een speciaal daartoe gelegde fundering kwam te staan. Zonder die fundering zou het kunstwerk in de drassige Amsterdamse bodem verdwijnen. Ook voor de transportmiddelen moesten maatregelen getroffen worden; men was bang dat het dak van de parkeergarage onder het Museumplein het gewicht niet zou kunnen dragen.

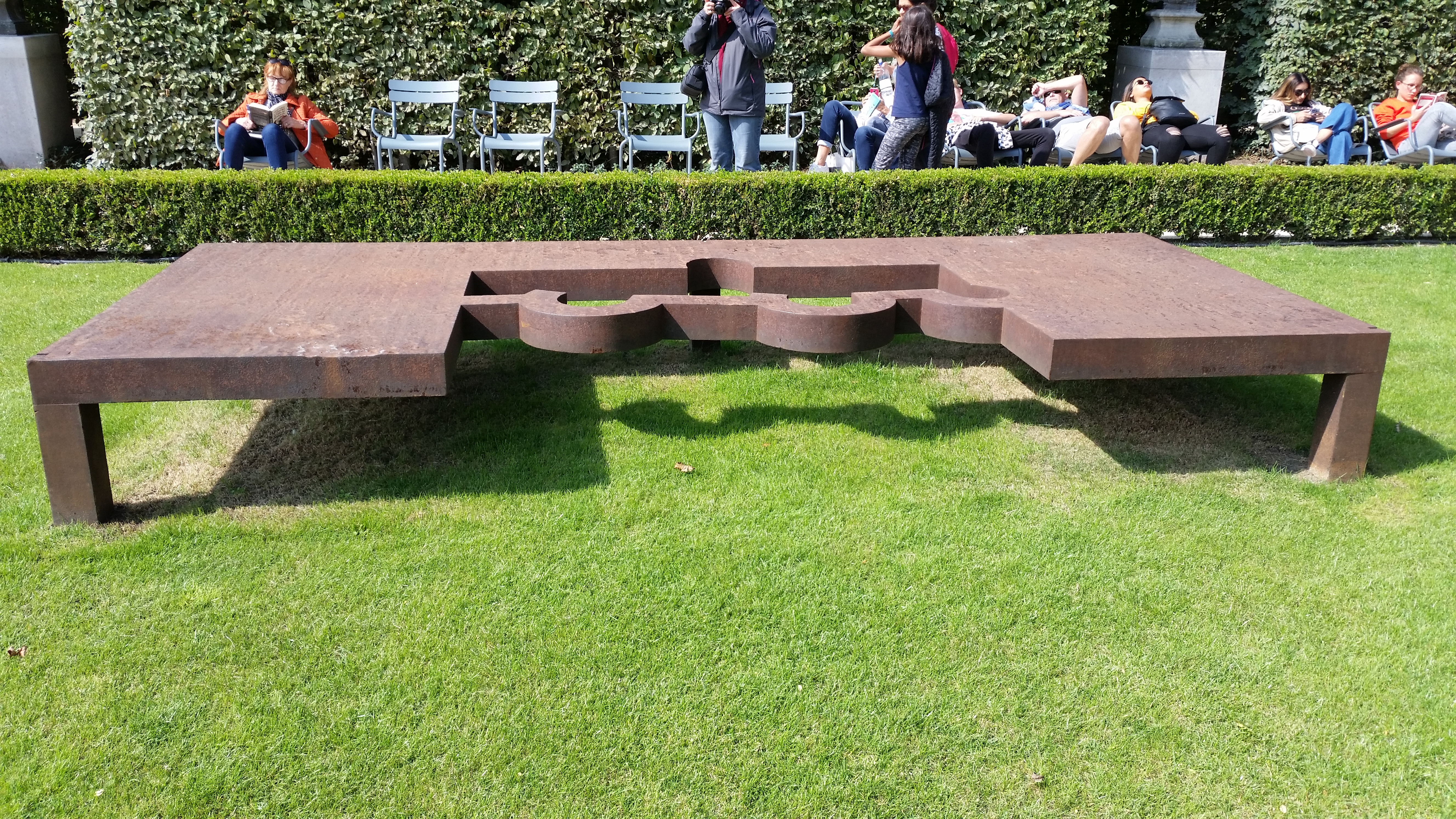
Tafel van Omar Khayyám III, Rijksmuseumtuinen augustus 2018